# Дашевский, Григорий Михайлович
Григорий Михайлович Дашевский (25 февраля 1964, Москва — 17 декабря 2013, там же) — русский поэт и переводчик, литературный критик, филолог, педагог.

## Биография
Окончил классическое отделение филологического факультета МГУ (1988). Преподавал латинский язык в школе (1990—1992); в 1993—1994 годах читал курс «История римской литературы» на классическом отделении филфака МГУ; в 1993—2013 годах сотрудник кафедры классической филологии РГГУ. В 1991—1992 годах жил во Франции (Париж, Валантон), в 1996—1997 годах стажировался в Германии (Берлин). Переводил с английского, французского, немецкого языков филологическую, философскую, художественную литературу. В 1995—1996 годах литературный обозреватель газеты «Коммерсантъ»; в 1998—1999 годах был редактором журнала «Неприкосновенный запас»; с 2007 года литературным обозревателем еженедельника «Коммерсантъ-Weekend»; также печатался в изданиях «Русский телеграф», «Время», «Амадей», «Индекс/Досье на цензуру» и т. д.
Последней значительной работой Дашевского стал опубликованный в октябре 2013 года новый перевод одного из наиболее популярных стихотворений на английском языке «Остановившись у леса снежным вечером» Роберта Фроста.
Скончался 17 декабря 2013 года в возрасте 49 лет после тяжёлой болезни. Похоронен в Москве на Троекуровском кладбище.

## Книги
- Папье-маше. — М.: Весть, 1994.
- Перемена поз. — Лейпциг, 1997. — 32 с. (С параллельными немецкими текстами; тираж уничтожен из-за юридических коллизий по постановлению Берлинского суда, см.)
- Генрих и Семён. — М.: Клуб «Проект ОГИ», 2000. — 40 с. (Шорт-лист Премии Андрея Белого.)
- Дума иван-чая. — М.: Новое литературное обозрение, 2001. — 88 с.
- Несколько стихотворений и переводов. — М.: Каспар Хаузер, 2014. — 20 с.
- Стихотворения и переводы. — М.: Новое издательство, 2015. — 160 с.
- Избранные статьи. — М.: Новое издательство, 2015. — 200 с.

## Переводы
В его переводах публиковались рассказы и эссе Трумана Капоте, Роберта Пенна Уоррена, Раймонда Карвера, Иосифа Бродского, Владимира Набокова, книги Олдоса Хаксли (совместно с В. П. Голышевым), Фрэнсис Йейтс, Рене Жирара, Дитриха Бонхёффера, Карла Барта, Ханны Арендт, Зигмунта Баумана, Клиффорда Гирца.

## Признание
- Шорт-лист премии Андрея Белого (2000) за книгу стихов «Генрих и Семён»; шорт-лист премии Андрея Белого (2009) за цикл статей в приложении к газете Коммерсантъ в 2007—2009 годах.
- Диплом Института «Открытое общество (фонд Сороса)» (2001) как лучшему переводчику издательской программы «Translation Project» за книги Фрэнсис Йейтс «Джордано Бруно и герметическая традиция» (НЛО, 2000) и Рене Жирара «Насилие и священное» (НЛО, 2000).
- Лауреат премии Мориса Ваксмахера за перевод книги Рене Жирара «Козёл отпущения» (2010).
- Лауреат премии Андрея Белого в номинации «Перевод» (2011).